# Berbanski dani
Berbanski dani su tradicionalna manifestacija posvećena završetku radova u voćnjacima i vinogradima, koja se svakоg septembra od 1989. godine održava na Paliću.

## O manifestaciji
Povodom završetka radova u vinogradima i voćnjacima organizuju se Berbanski dani, fešta kada ima puno hrane, zanatskih proizvoda, narodnih rukotvorina i specijalnih programa. Ovaj svetkovina se organizuje na i oko palićke Velike terase. Svake godine na Berbanskim danima se može posetiti izložba voća i povrća, pijaca gde se prodaje med, vino, slatkiši, začinsko bilje, degustirati vino, jesti, slušati muzika i mnogo, mnogo drugih stvari.

### Program
Manifestacija sadrži brojna dešavanja:
- Izložba voća i povrća – Velika terasa
- Izložba i degustacija vina i rakije – Velika terasa
- Berbanska pijaca – ispred Velike terase
- Izložba medara udruženja „Pčela“ – ispred Velike terase
- Prezentacija i degustacija sireva – Velika terasa
- Izložba cveća – ispred Velike terase
- Bazar (suveniri, domaća radinost, stari zanati, slatkiši i sl.) – šetalište
- Izložba organskih proizvoda i izložba udruženja „Ukusi tradicije“ – kod
- Muzičkog paviljona
- Izložba sitnih životinja Udruženja odgajivača sitnih životinja Subotica –
- parking kod Male Gostione
- Magazin „Dani“, Festival karikatura – kod Velike terase

## Organizacija
Manifestacija Berbanski dani je u organizaciji Grada Subotice i Gradskog veća za privredu i turizam.